# چابکی سازمانی
مفهوم چابکی به وسیلهٔ محققین بنیاد یاکوکا (۱۹۹۱) معرفی شده‌است، و پس از اولین معرفی، به وسیلهٔ محققین و جوامع صنعتی مورد توجه روزافزون قرار گرفت. تابحال انتشارات زیادی در مورد این موضوع، در تلاش جهت فراهم کردن تعریف چابکی، صورت گرفته‌است. تعاریف رایج پذیرفته شده چابکی را به توانایی سازمان‌ها برای پاسخ سریع و به‌طور مؤثر به تغییرات در تقاضای بازار، با هدف یافتن نیازمندی‌های مشتری، برحسب قیمت، خصوصیات، کیفیت، کمیت، و تحویل، مربوط کرده‌است. بنگاه‌های چابک به بازارهای متغیر با سرعت و به‌طور مؤثر واکنش نشان می‌دهند. علاوه بر این، چابکی قابلیت‌های سازمان را برای تولید و تحویل محصولات جدید با هزینه بهره‌ور، تحت تأثیر قرار می‌دهد. کاهش هزینه‌های تولید، افزایش رضایت مشتری، از بین بردن فعالیت‌های فاقد ارزش افزوده، و افزایش رقابت، از جمله مزایایی است که می‌تواند از طریق استراتژی چابکی بدست بیاید.